# Mulissu-Mucanixate-Ninua
Mulissu-Mucanixate-Ninua (em acádio: Mullissu-mukannišat-Nīnua) foi uma rainha do Império Neoassírio como a principal consorte de Assurnasirpal II (r   883–859 a.C.). Ela provavelmente também era a mãe de seu filho e sucessor Salmanaser III (r. 859–824 a.C.). Mulissu-Mucanixate-Ninua só é conhecida por seu túmulo, descoberto em Ninrude em 1989. Ela era filha do "grande copeiro" Assurnircadaini e como tal provavelmente pertencia à aristocracia assíria antes de se tornar rainha.

## Vida

### Rainha de Assurnasirpal II
Mulissu-Mucanixate-Ninua é conhecida apenas por seu túmulo e seu conteúdo, encontrado em 1989 entre os túmulos das rainhas em Ninrude nas ruínas do Palácio Noroeste da antiga capital assíria de Ninrude. Como resultado, pouco se sabe sobre ela além de seu nome. De acordo com a inscrição na tampa de seu sarcófago, ela era a rainha de Assurnasirpal II (r. 883–859 a.C.). Mulissu-Mucanixate-Ninua foi provavelmente a primeira pessoa a ser enterrada nos túmulos do Palácio Noroeste, já que seu sarcófago é mais largo que a entrada da sala que o abriga e deve, como tal, ter sido construído antes da abóbada circundante.
Devido ao fato das rainhas dos dois reis neoassírios que precederam Assurnasirpal II (Adadenirari II, 911–891 a.C., e Tuculti-Ninurta II, 891–884 a.C.) serem desconhecidas Mulissu-Mucanixate-Ninua é a mais antiga rainha conhecida do Império Neoassírio. Ela é a única rainha neoassíria para a qual são conhecidas informações sobre sua origem e origem familiar; sua inscrição funerária a identifica como filha de Assurnircadaini, o "grande copeiro" (šāqiu rabiu) de Assurnasirpal. É possível que Assurnircadaini seja a mesma pessoa que um homem de mesmo nome que era o detentor do epônimo (a pessoa cujo nome foi usado como o nome do ano) em 860 a.C. Michael Roaf sugeriu em 1995 que a nomeação de Assurnircadaini como grande copeiro e detentor do epônimo coincidiu com o casamento de Mulissu-Mucanixate-Ninua com Assurnasirpal e que ela era, portanto, a segunda esposa do rei (depois de uma rainha anterior desconhecida) e casada com ele apenas brevemente, mas isso é especulativo; é igualmente provável que Assurnircadaini tenha ocupado a posição de grande copeiro significativamente antes e que ele seja homenageado como detentor do epônimo foi um desenvolvimento tardio. Devido aos seus nomes assírios típicos e à alta posição de Assurnircadaini, é provável que tanto Mulissu-Mucanixate-Ninua quanto seu pai pertencessem à aristocracia assíria.

### Após o reinado de Assurnasirpal II
Albert Kirk Grayson sugeriu em 1993 que Mulissu-Mucanixate-Ninua sobreviveu a Assurnasirpal por mais de meio século, desde o selo do influente turtanu (comandante em chefe) Samsilu, ativo no final do século IX e início do século VIII a.C., foi encontrado em seu túmulo e deve ter sido colocado lá por volta de 800 a.C. Essa ideia foi descartada por estudiosos recentes, no entanto, dado que o selo estava localizado em um caixão de bronze na mesma sala, não dentro do sarcófago de Mulissu-Mucanixate-Ninua.
Embora a ideia de Grayson não seja mais aceita, fica claro pela inscrição em seu sarcófago que Mulissu-Mucanixate-Ninua sobreviveu a Assurnasirpal por algum tempo. A inscrição curiosamente parece identificá-la como a rainha de Assurnasirpal e de seu filho e sucessor Salmanaser III (r. 859–824 a.C.). O que isso significa não é claro e várias explicações foram propostas; se ela era jovem e só se casou com Assurnasirpal no final de seu reinado, ela poderia, em princípio, ter se casado com seu filho. Alternativamente, ela poderia ter sido autorizada a manter o título de rainha após a morte de seu marido (ou seja, como rainha viúva), embora haja pouca ou nenhuma evidência de que outras rainhas assírias o fizeram. Também é possível que a inscrição apenas a identifique por seu título formal e deva ser interpretada como sendo a rainha de Assurnasirpal, mas morrendo no reinado de Salmanaser. Se Mulissu-Mucanixate-Ninua era a esposa ou mãe de Salmanaser continua a ser um tópico de debate entre os estudiosos modernos, embora seja considerado mais provável que ela fosse sua mãe.
A inscrição na tampa do sarcófago de Mulissu-Mucanixate-Ninua é composta principalmente de uma maldição contra qualquer um que perturbasse seu túmulo:
| “ | Pertencente a Mulissu-Mucanixate-Ninua, rainha de Assurnasirpal, rei da Assíria, de Salmanaser, rei da Assíria. Ninguém mais tarde pode colocar aqui (qualquer outra pessoa), seja uma dama do palácio ou uma rainha, nem remover este sarcófago do seu lugar. Quem retirar este sarcófago de seu lugar, seu espírito não receberá oferendas funerárias com (outros) espíritos: é um tabu de Samas e Eresquigal! Filha de Assurnircadaini, grande copeiro de Assurnasirpal, rei da Assíria. Quem mais tarde remover meu trono diante das sombras dos mortos, que seu espírito não receba pão! Que alguém mais tarde (me) vista com uma mortalha, unja (me) com óleo e sacrifique um cordeiro. | ” |

Apesar da maldição, o sarcófago de Mulissu-Mucanixate-Ninua foi saqueado em algum momento após seu enterro. Durante o saque, uma parte da grande tampa de pedra do sacrófago foi esmagada, o que ao longo dos séculos permitiu que a poeira caísse no túmulo. Quando a tumba foi encontrada em 1989, tudo o que foi encontrado dentro do sarcófago saqueado foi uma única conta de pedra e um único pedaço de osso.